# Ladee Hubbard
Œuvres principales
The Talented Ribkins (2017), The Rib King (2019)
Ladee Hubbard, née en 1970 à Cambridge, est une romancière américaine.

## Biographie
Originaire du Massachusetts, Ladee Hubbard passe chaque été avec ses grands-parents en Floride. Elle poursuit des études à l’université de Princeton, à l’université de New York et à l’université du Wisconsin. Elle est également diplômée d’un doctorat de l’université de Californie. 
Ses nouvelles ont été publiées, entre autres dans Virginia Quarterly Review, Guernica et Callaloo. Elle est lauréate d'une bourse Gulf South Writer in the Woods et d'autres bourses de la MacDowell Colony, de la Sewanee Writers Conference, de la Sacatar Foundation et de la Sustainable Arts Foundation. 
Depuis 2003, Ladee Hubbard vit à la Nouvelle-Orléans.

## Carrière littéraire
En 2016, Ladee Hubbard est récompensée du prix Rona Jaffe Foundation Writers’ Award. La même année, elle est nommée pour le Pushcart Prize. La romancière publie son premier roman The Talented Ribkins en 2017,. Elle y évoque la question de l’intégration afro-américaine, à travers le quotidien d’une famille engagée dans la lutte pour les droits civiques, et munie d’étranges super-pouvoirs,,. 
L’ouvrage est traduit en français et édité aux éditions Belfond en 2020. Elle reçoit le prix Ernest J. Gaines pour l'excellence littéraire et le Hurston-Wright Legacy Award pour son premier roman,. Son deuxième roman, The Rib King, est publié par HarperCollins en 2020.

### Textes originaux
- The Talented Ribkins, Melville House, 304p, 2017,  (ISBN 9781612197289)
- The Rib King, Amistad, 384p, 2020,  (ISBN 9780062979063)

### Traductions
- Les Ribkins, héros de père en fils, traduction de Romain Guillou, Belfond, 288p, 2020,  (ISBN 9782714479730)